# Peseta Tây Ban Nha
Peseta Tây Ban Nha là tiền tệ Tây Ban Nha từ năm 1869 đến 2002 khi nó được thay thế bằng đồng euro. Cùng với đồng franc Pháp, peseta cũng là loại tiền thực tế được sử dụng ở Andorra (không có đồng tiền quốc gia với đấu thầu hợp pháp). Đồng peseta đã bị ngừng vào ngày 1 tháng 3 năm 2002 và một euro tương đương với 166.386 peseta. Ngoài ra, peseta Sahrawi là tiền tệ của Cộng hòa Ả Rập Sahrawi Dân chủ, nhưng nó không có lưu thông thực tế. Vì trung tâm hành chính của chính phủ lâm thời ở Algérie, nó thực sự sử dụng các quán ăn Algérie.